# Pietro Dodero
Pietro Dodero (Genova, 30 ottobre 1881 – Genova, 16 febbraio 1967) è stato un pittore e incisore italiano.
Pittore genovese, ha aderito ai modi di Novecento con ritratti risolti con intenso rigore formale. 
La sua pittura più tarda è invece improntata ad una resa più descrittiva dei soggetti, con una più intensa combinazione coloristica.
Ha approfondito le tecniche dell'incisione, in particolare la xilografia con la quale, dal 1915, ha collaborato con la rivista L’Eroica del ligure Cozzani illustrando il Decamerone.
Si è dedicato anche alla ceramica e all'affresco, oltre che all'insegnamento all'Accademia Ligustica.

## Mostre
- Pittori liguri ‘800 e ‘900,  Camogli, 2006

## Musei
- Genova, Galleria d'Arte Moderna
- Genova, Museo dell'Accademia ligustica di belle arti